# Lettlands folkmuseum

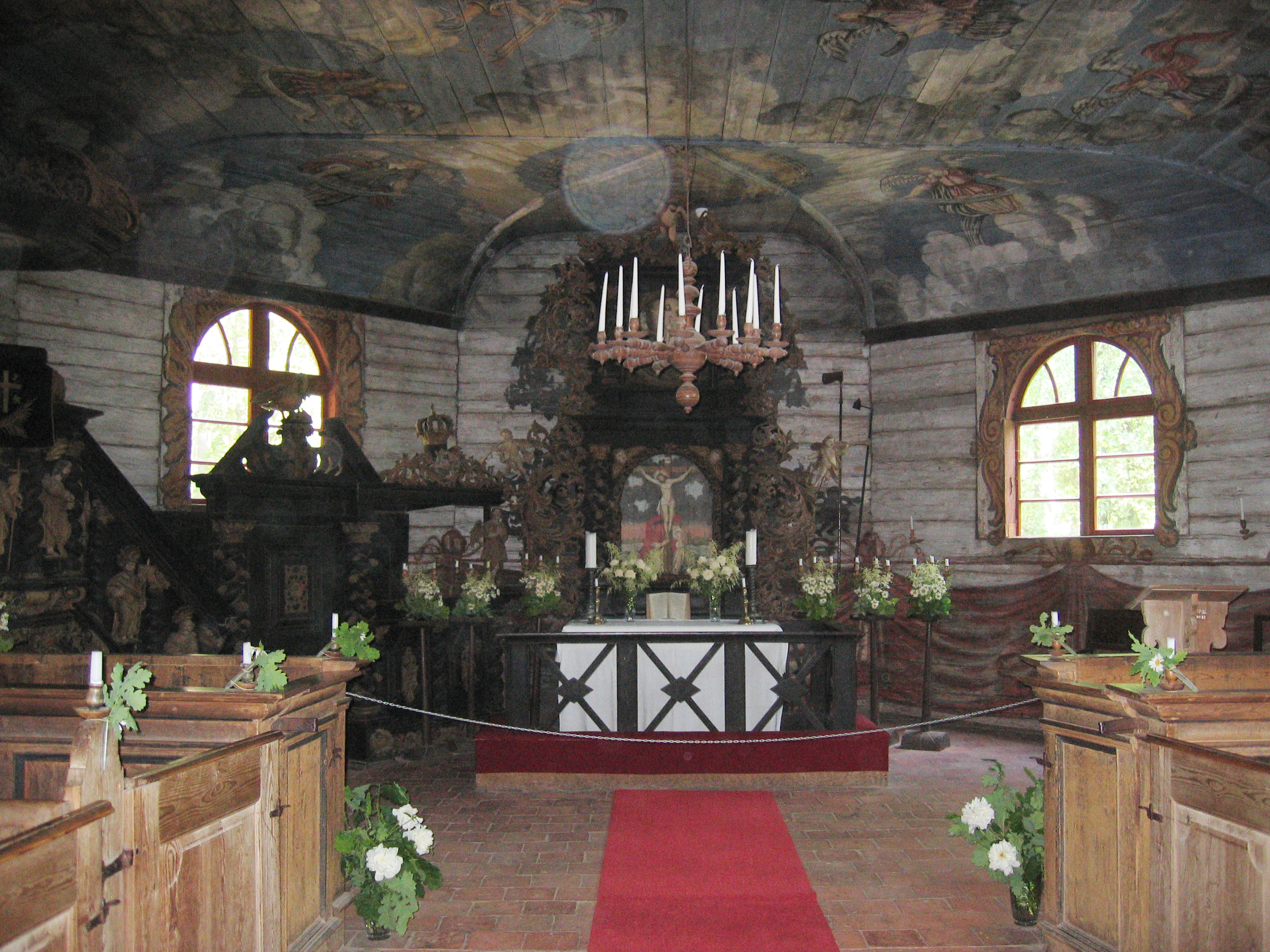
Bykyrkan på friluftsmuseet.

Lettlands folkmuseum eller Lettlands etnografiska friluftsmuseum, (lettiska: Latvijas Etnogrāfiskais brīvdabas muzejs), är ett stort friluftsmuseum på en skogbevuxen mo vid sjön Yugla i utkanten av Riga i Lettland. Museet visar  byggnader och objekt från traditionell bondekultur i olika regioner i Lettland. 
Museet grundades 1924 efter inspiration från Skansen i Stockholm och andra liknande friluftsmuseer och folkmuseer i Skandinavien. Det ursprungliga projektet gick ut på att flytta en gård från var och en av de fyra regionerna Kurzeme, Zemgale, Vidzeme och Latgale. Det skulle även vara någon byggnad, bland annat från olika hantverkare, som var karakteristisk för Lettland som helhet. År 1932 invigdes museet, och 1939 var 40 byggnader på plats.
Idag är 118 byggnader flyttade till museet och över 3 000 objekt är utställda. De flesta etniska grupper i Lettland är representerade i museet. Samlingarna består av totalt 114 000 föremål.